# 창정 6호
창정 6호는 중국의 우주로켓이다. 창정 로켓 시리즈의 하나이다.
2015년 9월 19일 타이위안 위성발사센터에서 최초로 발사했다.

## 무게
창정 6호와 유사한 무게의 주변국의 우주로켓, 미사일은 다음과 같다.
- LGM-118 피스키퍼, 91톤,  미국, 고체연료, 핵탄두 12개, 사거리 14,000 km, 2005년 9월 19일 퇴역
- 엡실론 (로켓), 91톤,  일본, 고체연료, 2013년 9월 14일 발사, 우치노우라 우주공간 관측소
- 광명성 로켓, 90톤,  조선민주주의인민공화국, 액체연료, 2016년 2월 7일 발사, 서해 위성 발사장

## 연료
창정 6의 1단 로켓의 연료는 등유, 산화제는 액체산소로서, 액체연료 로켓이다.

## 미사일
액체산소는 극저온 연료로서, 군용 미사일로는 부적합하다고 알려져 있다. 반면에 상용 우주로켓의 연료 중에서는 가장 싸다고 알려져 있다.
1960년대 미국의 HGM-25A Titan I은 지하 사일로에서 액체산소를 주입해 발사되기도 하였다. 그러나 밀폐된 공간에서의 액체산소 주입은 매우 위험하여, 타이탄 사일로가 자주 폭발했다. 그래서 미국은 기존의 액체산소 엔진을 그대로 사용하되, 약간만 개조를 하여, 상온 연료를 사용해 안전성을 높였다. 그것이 LGM-25C Titan II 미사일이다.
현재 미국 등 서방은 ICBM에 고체연료를 주로 사용하는데, 러시아, 중국, 북한 등은 상온 연료인 적연질산, UDMH 등을 주로 사용한다. 상온 연료는 액체산소보다는 고가이지만, 안전성이 높아 핵잠수함용 SLBM, 지상용 ICBM 등에서 많이 사용한다. 그러나 인체에 유해한 독성이 있다. 북한의 스커드, 노동, 무수단, 광명성 로켓은 모두 상온 연료를 쓴다. 반면에 고체연료는 안전성도 높고, 독성도 없으나, 상온 연료 보다 더 고비용이 든다.
창정 6호는 군용 미사일로 쓰기에는 부적합한 액체산소 엔진을 사용한다. 그러나, 미국 타이탄의 사례에서 처럼, 기존의 액세산소 엔진을 그대로 사용해서 상온 연료를 사용할 수 있기에, 군용으로 개조하는데 큰 어려움이 없다.

## 같이 보기
- 창정
- 팰컨 1 - 미국의 소형위성발사체
- 한국형 소형발사체 - 대한민국의 소형위성발사체